# Programmes internationaux d'échanges
Programmes Internationaux d’Echanges (PIE) es una Organización sin ánimo de lucro creada en 1981,  cuyo propósito es promover la comprensión internacional organizando programas de intercambios educativos internacionales.
El propósito de la asociación es dar la posibilidad a jóvenes de ir a vivir al extranjero sobre la base de una integración familiar y escolar.), y a familias francesas de  acoger a jóvenes de todas nacionalidades en el mismo espíritu.

## La asociación
- La totalidad de la asociación PIE está bajo la responsabilidad de un consejo de administración (CA) cuyos miembros son elegidos para una duración de 3 años.El consejo define la política general y comprueba su ejecución.
- El delegado general, nombrado por el consejo, dirige un equipo ejecutivo que instala los programas.
- La vida asociativa la anima una red de delegados voluntarios.

## Financiación de los programas
La financiación de los programas la garantiza el acogimiento por familias voluntarias, el acogimiento gratuito en las escuelas públicas de los países receptores(en el marco de un gentlemen’s agreement) , por una participación del estudiante al costo de la estancia, y por las adhesiones a la asociación. Cada año un 25% de los excedentes de ingresos de la asociación sirven para  abonar unos fondos de becas, y un 25% abonan  proyectos asociativos o fondos de becas.

## Autorizaciones
Desde 1990 PIE es miembro de la UNAT (Unión Nacional de las Asociaciones de Turismo).
Desde 1993 PIE es miembro fundador de la UNSE (Unión Nacional de los organizadores de Estancias de larga duración en el Extranjero).
Desde 1996, PIE es miembro fundador del « OFFICE » y se compromete en los términos del Contrato Calidad elaborado en colaboración con federaciones de padres de alumnos y asociaciones de consumidores aprobadas.